# 9212 Канамару
9212 Канамару (9212 Kanamaru) — астероїд головного поясу, відкритий 20 жовтня 1995 року.
Тіссеранів параметр щодо Юпітера — 3,562.